# 비 아서
비 아서(Bea Arthur, 1922년 5월 13일 ~ 2009년 4월 25일)는 미국의 배우이다.

## 텔레비전
- 동방 박사의 선물
- 페리 코모
- 시드 캐서
- 올 인 더 패밀리
- 제45회 아카데미상
- 새터데이 나이트 라이브
- 더 골든 걸스
- 엔터테인먼트 투나잇
- 제43회 골든 글로브상
- 제44회 골든 글로브상
- 제45회 골든 글로브상
- 제46회 골든 글로브상
- 라이브! 위드 켈리 앤드 마이클
- 제48회 골든 글로브상
- 귀여운 에밀리
- 마틴 쇼트
- 말콤네 좀 말려줘
- 퓨처라마
- 투데이 (미국의 텔레비전 프로그램)
- 더 뷰 (텔레비전 프로그램)
- 굿 모닝 아메리카
- 더 데일리 쇼
- 패멀라 앤더슨
- 커브 유어 엔수지애즘

## 연극
- 말괄량이 길들이기
- 서푼짜리 오페라